# Nico Valerio
Nico Valerio, pseudonimo di Domenico Valerio (...), è uno scrittore e divulgatore scientifico italiano, studioso e divulgatore scientifico specializzato nei temi della nutrizione umana e della storia del cibo. 
In gioventù è stato a lungo critico di musica jazz, giornalista scientifico, commentatore politico e culturale.
In gioventù è stato a lungo critico musicale, giornalista scientifico e commentatore politico e culturale.

## Biografia
Nico Valerio si è laureato e specializzato all'Università Statale La Sapienza di Roma, città in cui vive e lavora.  
Dopo numerosi anni di lavoro come giornalista scientifico e culturale, critico jazz, commentatore politico, titolare di rubriche e autore di importanti inchieste presso settimanali come Il Mondo, L'Espresso (dove pubblica la prima grande inchiesta critica sul boom del jazz in Italia - "A tutto jazz"- nel luglio 1974),  Settegiorni, La Fiera Letteraria, quotidiani come la Repubblica e il Corriere della Sera, mensili come Scienza 2000 (dove rivela i primi segreti e sfata le prime leggende metropolitane della scienza studiata e divulgata), L'Astrolabio, Musica Jazz, e la pubblicazione di vari manuali divulgativi, si è dedicato alla storia del cibo, soprattutto in Italia e, con i suoi libri e serie di conferenze e interventi in televisione, al rapporto controverso tra moderna scienza della nutrizione (e in particolare le grandi ricerche di biologia, chimica e tossicologia degli alimenti), e la scienza degli Antichi, cioè alla storia e all'antropologia del "naturismo" medico che si richiamava a Ippocrate ("Primum: non nocere", "Il cibo sia la tua medicina, la medicina il tuio cibo), fondatore della medicina scientifica e ispiratore di gran parte del grandi medici europei, fino agli anni Cinquanta. 
Come storico dell'alimentazione dell'antica Roma, su incarico della Direzione Generale Istruzione Tecnica del Ministero della Pubblica Istruzione ha ideato e diretto a Castelfranco Veneto (Istituto alberghiero G. Maffioli a Villa Gradenigo Dolfin), nell'aprile 1992, la settimana del I Corso teorico-pratico di “Storia comparata delle risorse e della cucina: l'antica Roma”), rivolta ai docenti delle scuole alberghiere di Stato in Italia.
Nella maturità si è dedicato alla scienza della nutrizione, all'editoria e all'insegnamento, curando corsi periodici di aggiornamento scientifico teso a collegare le nuove scoperte della scienza moderna alla tradizione italiana, e a identificare e combattere errori, fisime e leggende metropolitane sul cibo e la nutrizione.

## Opere
- L'alimentazione naturale, I edizione Milano 1980, pp.347, cod.0018155-2 (ristampa Milano 1987, ISBN 88-04-24460-7). 2.a edizione totalmente rifatta e accresciuta, Milano 1992 Supermanuali, ed. Club Editori, pp.760, ISBN 88-04-33692-7. 3.a edizione Milano 2001 Supermanuali, ISBN 88-04-46987-0.
- Manuale di terapie con gli alimenti, 1 edizione Milano 1995, pp.735, ISBN 88-04-38620-7. 2.a edizione corretta Milano 1995, pp.735, ISBN 978-8804386209.
- La tavola degli antichi, Milano 1989, pp. 328, ISBN 88-04-32112-1.
- Il piatto verde, 1 edizione Milano 1986, pp. 271, ISBN 88-04-29830-8. 2.a edizione corretta Milano 1992, pp.271, ISBN 88-04-36023-2. 3.a edizione accresciuta Milano 2001, pp. 274, ISBN 88-04-49440-9.
- Tutto crudo, Milano 1985, pp.303, cod. 0025866-5.
- Mangiare italiano, Milano 1988, pp.260, ISBN 88-04-30852-4.
- Il cibo della bellezza, Milano 1991, pp.273, ISBN 88-04-35079-2.
- Guida al nudo, Sugarco, Milano 1980, pp.254.
- Grüne Genüsse, Papyrus 1988 (Amburgo), pp.120, ISBN 3-922731-55-4.
- Ginseng, Aporie, Roma 2000, pp.261, ISBN 88-85192-31-9.

### Collaborazioni
- Nino Manfredi, La vera alimentazione mediterranea, Ed. Musumesi 1985 (Curatore dei testi).
- Luigi Mazzuca, Idro-colon-terapia, AIT 2000 (Curatore delle note storiche).

## Premi
- Premio Collegium Biologicum Europa, Giornate Mediche internazionali (Vibo Valentia 1986). Presentatori: L. Businco, A. R. Pretaroli e L. Tucci

| Controllo di autorità | VIAF (EN) 25913220 · ISNI (EN) 0000 0000 2456 7037 · SBN CFIV021861 · LCCN (EN) n80129133 |